# Jonathan Stark (baloncestista)
Jonathan Stark (Munford, Tennessee, 23 de mayo de 1995) es un baloncestista estadounidense que pertenece a la plantilla del Aris BC de la A1 Ethniki griega. Con 1,83 metros de estatura, juega en la posición de base.

## Trayectoria deportiva

### Universidad
Jugó dos temporadas con los Green Wave de la Universidad Tulane, en las que promedió 12,7 puntos, 2,3 rebotes y 4,6 asistencias por partido. En su primera temporada fue incluido en el mejor quinteto freshman de la Conference USA.
En 2015 solicitó ser transferido a los Racers de la Universidad Estatal de Murray, donde tras cumplor con el parón de un año que obliga la NCAA, jugó dos temporadas más, en las que promedió 21,7 puntos, 4,6 asistencias, 3,3 rebotes y 1,2 robos de balón por partido, siendo incluido en ambas temporadas en el mejor quinteto de la Ohio Valley Conference, además de ser elegido Jugador del Año de la OVC en 2018.

### Profesional
Tras no ser elegido en el Draft de la NBA de 2018, disputó las Ligas de Verano de la NBA con los Minnesota Timberwolves, con los que jugó cinco partidos en los que promedió 8,2 puntos y 2,0 rebotes. Tras disputar la pretemporada con el equipo, fue finalmente descartado, pero accedió a un puesto en la plantilla del filial en la G League, los Iowa Wolves.